# Америкэн бой
«Америкэн бой» — российский фильм в жанре боевик режиссёра Бориса Квашнёва, снятый в 1992 году.

## История создания
Исполнитель главной роли Александр Песков вспоминает, что сценарий фильма первоначально назывался «Возвращение» и получил название «Америкэн бой» лишь на выходе. Все трюки, по его утверждению, он делал сам.
«Александр Песков задуман и исполнен по образцу героя боевика — человека с холодным взглядом и стальными мускулами, который не дрогнет, не промахнётся, выстоит один против всех. Кино использует его фактуру впрямую».
Фильм снимался в Херсоне. Все названия учреждений и адреса, прозвучавшие в фильме, вымышленные, исключение составляет пивзавод, функционировавший в городе до 1984 года. В настоящее время на месте пивзавода функционирует завод по производству растительного масла «Херсонес». Гостиницы «Интурист» в Херсоне никогда не было. Роль «Интуриста» «сыграла» гостиница «Фрегат».

## Сюжет
США. Советский тележурналист (Борис Калягин, камео) берёт интервью у американца Ника Маккена, в прошлом — советского детдомовца Николая Найдёнова (аналога Савелия Говоркова по прозвищу «Бешеный»). Будучи разведчиком-десантником, тот принял участие в Афганской войне, попал в плен и, воспользовавшись покровительством «Красного Креста», уехал в США. Сейчас он работает инструктором в спортивном клубе, есть дом, жена ждёт ребёнка. 
Маккен возвращается в СССР, чтобы повидаться с боевым товарищем Сергеем Губановым. Однако его беременная жена Таня говорит, что его убили, и отказывается отвечать на дальнейшие вопросы. Товарищ Сергея — инвалид-«афганец» Паша тоже не рад «американцу». Ник отправляется в ресторан «Зодиак», где Сергей работал охранником, но директор ресторана также отказывается давать объяснения. Маккен не хочет ни с кем связываться и собирается обратно в США, обещая Паше, что будет помогать вдове Сергея.
На следующий день, по наводке директора «Зодиака», к Тане вваливаются два бандита и пытают её с целью выяснить, кто приходил в кафе. Один из них наносит ей удар ногой в живот. Ник успевает вызвать «скорую», но Таня умирает в больнице. 
Маккен решает отомстить. Он спроваживает Пашу в санаторий, завладевает его гардеробом и машиной. Ник врывается в «Зодиак» и раскалывает директора, тот рассказывает, что Сергея забили до смерти бандиты из кавказской банды братьев «Близнецов», которой платит дань вся «Труба» (местный «Бродвей»). Маккен обращается к кавказцам на рынке, чтобы купить оружие. Те собираются его ограбить, но тот забирает их пистолет и уходит. Он выслеживает, куда рэкетиры отвозят дневную выручку, проникает на яхту и раскалывает её толстяка-владельца. Тот рассказывает, что Сергей вступил в ссору с младшим Близнецом и его била вся компания, а его вдову убили два брата-наркомана Петро и Зяма. Толстяк набрасывает удавку на шею Маккена, но тот простреливает бандита насквозь. 
Старший Близнец встречается с главой соседского клана Калымом, чтобы выяснить кто убивает его людей. К расследованию убийств подключается старший лейтенант милиции Иван Данилович Мухин, по прозвищу «Железяка». Он честный и принципиальный офицер, но находится на плохом счету у продажного начальства.  «Железяка» выезжает на место гибели Петра и Зямы (очевидно, убитых Маккеном). Арестованный авторитет Гимел наотрез отказывается сотрудничать с «Железякой», называя Мухина «глупой цепной собакой», которая «служит хозяину, который плохо её кормит».
Маккен снимает номер в гостинице «Интурист», куда приезжает провести время младший Близнец. Заметив, что тот собирается в туалет, Маккен через балкон своего номера вылезает наружу, через окно проникает в туалет и вешает Близнеца, оставшись незамеченным его телохранителями. Затем он попадает на заброшенный пивзавод, где находится штаб банды Близнецов. Туда же устремляется и Мухин, догадавшийся что убийства совершает некий «народный мститель». Истребив всю банду, Николай вызывает старшего Близнеца на честный бой. Противники дерутся на лопатах. Могучий Близнец избивает Николая, но тот, собравшись с силами, отрубает бандиту голову.
Мухин задерживает обессилевшего, избитого Маккена. Ник приглашает Мухина в валютный ресторан, где выпивает с ним. Выслушав историю Маккена, Мухин отказывается давать делу ход и отпускает его в США, подарив на память командирские часы.

## В ролях
| Актёр               | Роль                                                        |
| ------------------- | ----------------------------------------------------------- |
| Александр Песков    | ветеран-«афганец» Николай Найдёнов (Ник Маккен)             |
| Владимир Гостюхин   | старший лейтенант милиции Иван Данилович Мухин («Железяка») |
| Олег Рогачёв        | инвалид-«афганец» Павел                                     |
| Анна Униговская     | Деби (жена Маккена)                                         |
| Галина Мороз        | Таня (вдова Сергея, однополчанина Николая)                  |
| Валерий Свищёв      | толстый рэкетир                                             |
| Анатолий Хостикоев  | глава ОПГ «Близнец-старший» (озвучил Евгений Паперный)      |
| Артур Ли            | «Близнец-младший»                                           |
| Гиви Лежава         | Гимел (вор в законе)                                        |
| Сергей Пономаренко  | «Дикий» (бандит)                                            |
| Игорь Рыков         | прокурор                                                    |
| Дмитрий Омельчишин  | Бортняк (рецидивист)                                        |
| Сергей Асовский     | хозяин «Зодиака» (озвучил Виталий Дорошенко)                |
| Олег Игнатьев       | подполковник Молитва                                        |
| Борис Калягин       | телеобозреватель                                            |
| Игорь Воробьёв      | «Лом» (телохранитель «Близнеца-младшего»)                   |
| Андрей Колесник     | кавказский торговец-нелегал                                 |
| Спиридон Ксандолупо | кавказский торговец-нелегал                                 |
| Владимир Герасев    | телеоператор                                                |
| Валерий Михайлов    | «Калым» (глава ОПГ)                                         |
| Сергей Оникиенко    | «Молдаван» (бандит)                                         |
| Александр Рокшак    | портье в «Интуристе» Евгений («Жека»)                       |
| Александр Марченко  | пожилой иностранец в «Интуристе»                            |
| Пётр Токовило       | таксист Михалыч (сосед Мухина)                              |
| Ирина Нагина        | «Кэт» (валютная проститутка в «Интуристе»)                  |
| Ирина Ковалёва      | официантка в «Интуристе»                                    |

## Съёмочная группа
- Автор сценария: Юрий Рогоза
- Режиссёр: Борис Квашнёв
- Оператор: Олег Андрусенко
- Художник-постановщик: Виталий Ясько
- Композитор: Александр Злотник
- Исполнение песен: Александр Тищенко
- Звукорежиссёр: Александр Ренков
- Монтаж: Галина Котлярова
- Продюсер: Сергей Лобанов
- Постановка трюков и драк: Евгений Сокуров
- Каскадёрская группа: Николай Сулимовский, Николай Павлов, Николай Голубев, Сергей Слюсаренко, Леонид Бурлаков, Сергей Чернуха, Михаил Антонов, Георгий Бибик, Александр Некрасов, Святослав Бараболя

## Музыка
- «I’ll Be Your Baby Tonight» — Роберт Палмер и группа «UB40»
- «Монолог пилота „Чёрного тюльпана“» — Александр Розенбаум
- «Wild thing» — Tone Loc
- «Never More» — Александр Тищенко

## Награды
- Кинофестиваль «Стожары—1995» (Киев):
  - Гран-при за лучшую мужскую роль (А. Песков)
  - Приз зрительских симпатий (В. Гостюхин)